# Des soldats marchaient
Pour plus de détails, voir Fiche technique et Distribution.
Des soldats marchaient (en russe : Шли солдаты…) est un long métrage soviétique en noir et blanc réalisé par Leonid Trauberg au studio de cinéma Mosfilm et sorti en 1959.

## Synopsis
Pendant la Première Guerre mondiale, des soldats russes et un soldats allemand captif décident de parcourir des milliers de kilomètres depuis le front jusqu'à Petrograd pour aller voir le gouvernement provisoire dans le but de demander la paix.

## Fiche technique
- Titre original : Шли солдаты
- Titre français : Des soldats marchaient
- Réalisation : Leonid Trauberg
- Scénario : Leonid Trauberg
- Musique : Vladimir Roubine
- Production : Levan Shengeliya
- Son : Alexander Riabov
- Studio : Mosfilm
- Format : noir et blanc
- Pays de production : URSS
- Langue originale : Russe
- Durée : 86 minutes
- Dates de première diffusion : 23 février 1959

## Distribution
- Sergueï Bondartchouk : Matveï Krylov - soldat
- Andreï Petrov : Ilya Sorokin - soldat
- Erast Garine : soldat allemand
- Elza Lejdeï : Olga Kartseva
- Mikhaïl Oulianov : Yegor Mikhaylov, soldat
- Maria Pastoukhova : Nadejda Krylskaïa
- Tatiana Doronina : Khristia
- Vladimir Belokourov : Général
- Oleg Efremov : Senka Radounski
- Evgueni Morgounov : adjudant du général
- Constantin Adashevski : le bourgmestre
- Vera Altaïskaïa : la logeuse
- Nina Beliaeva : femme ivre
- Alexandre Gumburg : cosaque
- Fiodor Odinokov : commandant d'unité
- Alexandre Chirchov : Okhrimchuk - soldat
- Boris Choukhmine : paysan
- Apollon Yachnitski : chef des anarchistes
- Nina Ourgant : la veuve

## Autour du film
C'est le seul film du cinéma soviétique de la période des années 1950 - 1970 à s'intéresser uniquement à la Grande Guerre sans aborder la guerre civile russe.